# Chiesa dei Santi Pellegrino ed Emiliano
La chiesa dei Santi Pellegrino ed Emiliano è una chiesa monumentale di Napoli, situata in vico San Pellegrino.

## Storia e descrizione
La chiesa venne edificata nel XIV secolo in ricordo della liberazione della popolazione partenopea dal contagio della peste: l'edificio è stato modificato e rimaneggiato più volte nel corso dei secoli, alterandone l'interno. Tra questi c'è il restauro compiuto da Domenico Antonio Vaccaro nel 1735.
La facciata è leggermente arretrata rispetto al piano stradale ed è caratterizzata da un portale in piperno, da paraste con capitelli compositi e da stucchi con decorazioni tipiche del barocco napoletano. Nell'interno sono conservate le reliquie dei santi e un dipinto riguardante i due santi posto sull'altare maggiore. L'area su cui sorge la chiesa sarà oggetto di indagini archeologiche.